# Hurts
Hurts su engleski synthpop duo osnovan 2009. koji se sastoji od pjevača Thea Hutchcrafta i sintisajzerista Adama Andersona. Njihov debi album Happiness je objavljen u rujnu 2010. a dostigao je top deset u dvanaest europskih država i prodan je u više od dvije milijune primjeraka diljem svijeta. Sastav također ima preko dva milijuna prodana singla diljem svijeta.

## Povijest

### 2005. – 2008.: Početci
Theo Hutchcraft i Adam Anderson su se studenog 2005. upoznali ispred noćnog kluba 42nd Street u Manchesteru, gdje su počeli razgovarati o glazbi. Shvaćajući da imaju slične glazbene ukuse, odlučili su osnovati sastav. Tijekom sljedećih nekoliko mjeseci su razmjenivali glazbu i tekstove preko e-maila prije nego što su osnovali Bureau ožujka 2006. Njihov prvi nastup je bio kao kvintet u svibnju u The Music Boxu u Manchesteru, a ubrzo nakon toga su potpisali s nezavisnom producentskom kućom High Voltage Sounds. Objavili su svoj prvi dupli singl "After Midnight" / "Dollhouse" u studenom, koji je postao singl tjedna radiju Xfm. 2007. Bureau je raspušten, no ubrzo nakon toga Hutchcraft i Anderson osnivaju sastav imena Daggers. Potpisali su s Label Fandango, a u listopadu su objavili još jedna dupli A-side singl "Money" / "Magazine", koji unatoč tome što nije uspio se naći na glazbenim ljestvicama je nominiran za Popjustice Twenty Quid Music Prize.
Tijekom 2008. Daggers se nastavio uspinjati, a ubrzo su počeli raditi s uspješnim producentima Biffom Sntannardom i Richardom X, ali ubrzo nakon katastrofalne A&R predstave u Londonu u rujnu, Theo i Adam su se odlučili vratiti u Manchester kako bi nastavili s novim radom. Zajedno su snimili baladu "Unspoken" i ubrzo nakon snimanja su shvatili da je to zvuk koji žele razviti kao duo. Nakon što su obznanili ostatku sastava da je gotovo s njihovim djelovanjem, Theo i Adam su otišli na kratku stanku u Veronu, gdje su kako kažu otkrili novi žanr zvan "Disco Lento". Daggers su 30. siječnja 2009. objavili na svojoj Myspace stranici kako će se razići.

### 2009.: Rođenje Hurtsa
Sada zvani Hurts, duo je odlučio snimiti amaterski glazbeni spot za pjesmu "Wonderful Life", sa ženskom plesačicom koja se javila na njihov oglas. Nakon što su 21. travnja 2009. objavili video na njihovom YouTube kanalu, video je ubrzo postao masovno gledan, a u srpnju su potpisali s diskografskom kućom RCA, koju vodi njihov stari prijatelj Biff Stannard. Video je do danas zabilježio više od 21 milijun pregleda, čime je ušao u listu Top 200 najgledanijih videa u povijesti stranice.
Iako su Theo i Adam odlučili nemati nikakve nastupe dok ne budu imali dovoljno pjesama, ubrzo im se počela dizati baza obožavatelja tijekom 2009. nakon što su počeli postavljati demopjesme na njihovu Myspace stranicu, a 27. srpnja su proglašeni sastavom dana od strane The Guardiana. To je pomoglo proširiti glas o sastavu. 7. prosinca objavljeno je da su se našli na proširenom popisu Sound of 2010., godišnjoj anketi glazbenih kritičara i industrijskih figura koju provodi BBC. Prateći puštanja njihovog spota "Wonderful Life" na BBC Radio 1, Hurts su 9. prosinca pozvani da snimaju za Huw Stephens radio predstavu u londoškom Maida Vale Studiosu, gdje su također izveli pjesme "Illuminated i "Silver Lining".

## Diskografija
- Happiness (2010.)
- Exile (2013.)
- Surrender (2015.)
- Desire (2017.)

## Nagrade i nominacije
- Popis nagrada i nominacija Hurtsa

## Vanjske poveznice
- Službena web-stranica